# نساء في لاهاي

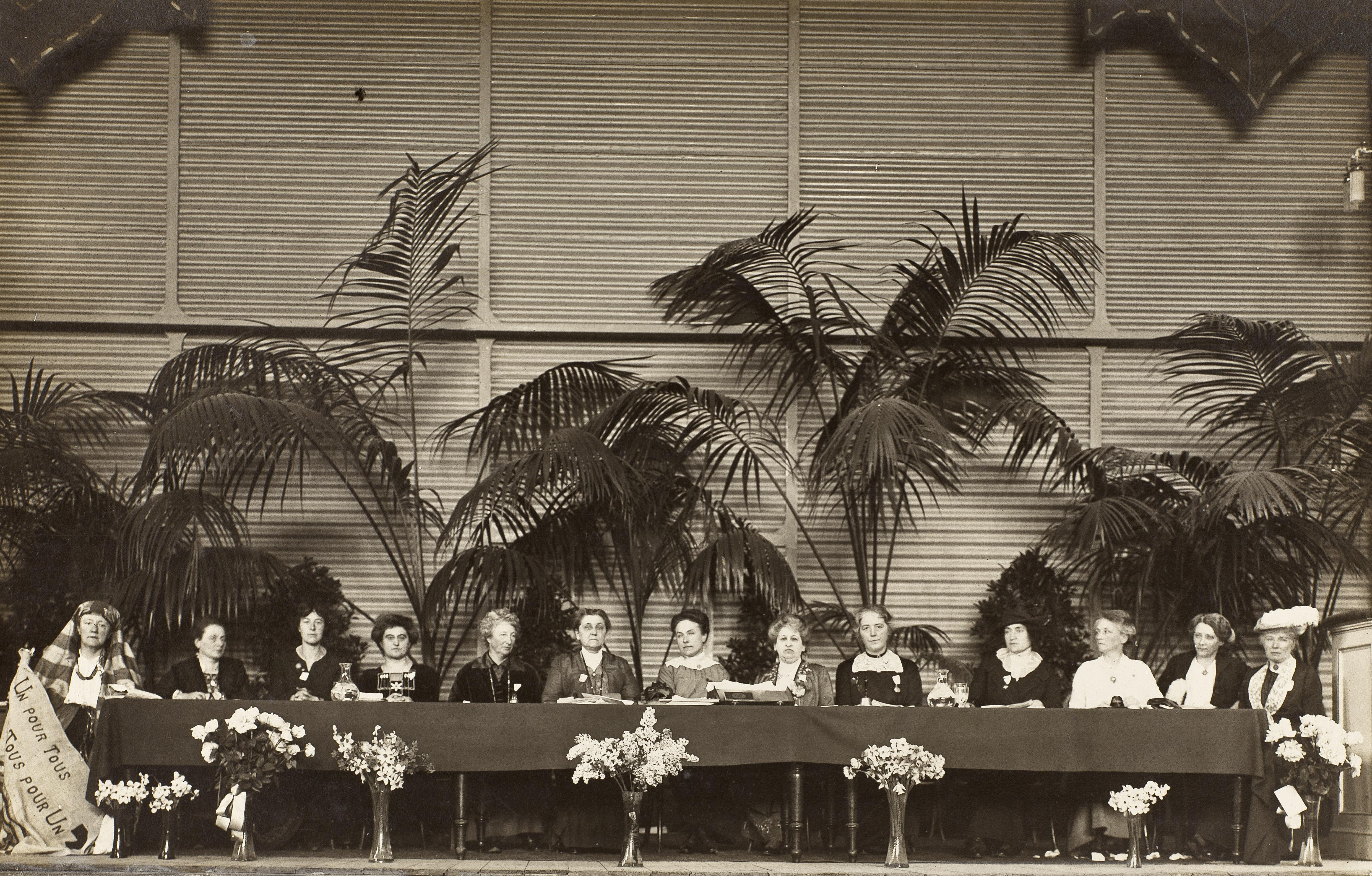

نساء في لاهاي كان مؤتمر النساء العالمي اقيم في لاهاي، هولندا في أبريل 1915. تكون من أكثر من 1,100 مندوب وأنشأ لجنة عالمية من النساء للسلام الدائم برئاسة جين آدمز. ولقد أدي إلي تألف أتحاد النساء العالمي للسلام و الحرية.

## تاريخ
الكونغرس العالمي للنساء سنة 1915 تم تنظيمه بواسطة النسوية الألمانية أنيتا أوجسبرج، أول محاماة ألمانية وليدا جوستافا هايمان (1868-1943) عند دعوة الهولندية المسالمة، المؤيدة لمنح حق النساء في التصويت والمساواة بين الجنسين، أليتا جيكوبس لمعارضة الحرب الصاعدة في اوروبا، ولاقتراح طرق لمنع الحروب في المستقبل.
تنظيم الكونغرس العالمي للنساء تشكل في في مؤتمر صغيرمن دول محايدة ومعارضة، اقيم في أمستردام في اوائل فبراير 1915. تم تخطيط برنامج تمهيدي في هذا المؤتمر، ومنحت الموافقة للنساء الهولنديين لتشكيل منظمة لتأخذ مكان في الكونغرس ومناقشة المداخلات. ومصاريف الكونجرس توفرت من قبل النساء البريطانية والهولندية والألمانية اللاتي اتفقوا علي توفير ثلث المطلوب.
افتتح الكونغرس في 28 أبريل وحضره 1,136 عضو من الأمم المحايدة والمعارضة أيضا، وتبنوا الكثير من منصهم للسلام الدائم وشكلوا الاتحاد العالمي النسائي للسلام الدائم برئاسة جين آدمز. وأصبح WPP قسم في ICWPP.
لتأخذ التدخلات مكان في الكونغرس، كانت ترسل إلى المنظمات النسائية، والمنظمات المختلطة كما أيضا لأفراد من نساء حول العالم. كان مسموح لكل منظمة التمثيل بعضوين منهما. كانت النساء فقط عن من حصلوا علي مكان في الكونغرس وكان لهم الحق في التعبير عن رآيهم في موافقة عامة مع شروط البرنامج التمهيدي. تم تفسير هذا الإتفاق العام للموافقة علي ان النزاعات العالمية يجب أن تسوي بطرق مسالمة ; وان تمد الامتياز البرلماني للنساء أيضا.
اقسم الكونغرس علي مبدئين مهمين:
1. ان النقاشات علي نسبية المسئولية القومية التي ادت الي الحرب الحالية
2. الإتفاقيات للتعامل مع قوانين استكمال أي حرب في المستقبل، يجب أن تكون خارج إطار الكونغرس.[2]

## اللجنة
- النمسا: ليوبولدين كولكا، اولجا ميسار
- أرمينيا: لوسي تومايان
- بلجيكا: يوجيني هامر، مارجريتا سارتن
- دينمارك: ثورا دوجارد، كلارا تايبيرج
- ألمانيا: د.أنيتا اوجسبورج، ليدا جوزتافا هيمان (سيكرتارية ومترجمة)
- بريطانيا وايرلندا: كريستال ماكميلان (سكرتارية), كاثلين كورتني (مترجمة)
- المجر: فيلما جلوكليش، روزيكا شويمر
- إيطاليا: روزا جينوني
- هولندا: د.التا جاكوبس، هانا فان بيما-هايمانز (سكرتارية), د.ميا بوسيفيان
- النرويج: د.إيميلي أرنيسين، لويس كيلهاو
- السويد: آنا كيلمان، إيما هانسون
- الولايات المتحدة:جين آدمز (الرئيسة), فاني فرن اندروز، أليس هاميلتون

## بعثات
كان هناك مشاكل في جمع 1200 امرأة معا خلال فترة الحرب. البعثة من بريطانيا تم تقليص عددها الي 24 مندوب من قبل مكتب اجنبي، واثنين أو ثلات من الممثلين جاءوا بنجاح الي لاهاي.مثلت إيطاليا مندوبة  واحدة وحرصت علي اظهار انها لا تمثل بلدها. امرأة اخري جائت من كندا لتقديم ما كان يطلق عليه في هذا الزمن 'المستعمرات'.